# Vicente Nieto Prado
Vicente Nieto Prado (* 6. Januar 1974) ist ein ehemaliger mexikanischer Fußballspieler, der vorwiegend im Mittelfeld agierte.

## Laufbahn

### Vereine
Nieto erhielt seine fußballerische Ausbildung bei den UNAM Pumas, bei denen er 1992 auch seinen ersten Profivertrag erhielt. Bereits bei seinem ersten Einsatz in der mexikanischen Primera División am 15. August 1992 in einem Heimspiel gegen Deportivo Toluca erzielte Nieto zwei Tore und hatte somit maßgeblichen Anteil am 4:0-Erfolg seiner Mannschaft.
Nach zehn Jahren bei den Pumas wechselte Nieto im Sommer 2002 zu den in der zweiten mexikanischen Liga spielenden Albinegros de Orizaba.

### Nationalmannschaft
1993 gehörte Nieto zum Kader der mexikanischen U-20-Auswahl bei der Fußballweltmeisterschaft der Junioren. Er bestritt alle vier Spiele, die die Mexikaner bei dieser WM absolvierten und erzielte drei Tore.